# Valfermoso de Tajuña
Valfermoso de Tajuña è un comune spagnolo di 65 abitanti situato nella comunità autonoma di Castiglia-La Mancia.